# Cozinha Maravilhosa da Ofélia
Cozinha Maravilhosa da Ofélia foi um programa de televisão brasileiro, apresentado pela culinarista Ofélia Ramos Anunciato. Passava de segunda a sexta às 9h30 na Rede Bandeirantes. Foi ao ar pela primeira vez em 1968 e passou até o dia 26 de outubro de 1998, data da morte da apresentadora.
O programa prosseguiu o trabalho que a culinarista e sua equipe iniciaram ainda na TV Tupi, quando faziam parte do programa Revista Feminina.